# Nectar de banane
Le nectar de banane, appelé souvent à tort jus de banane, est une boisson sucrée préparée à partir de purée de banane (environ 40 %), d'eau, et de sucre.